# Feliksa Dowmont
Feliksa Dowmont, znana też jako Feliksa Dowmontowa (ur. 20 listopada 1884 we Włocławku, zm. 1 września 1942 tamże) – polska działaczka społeczna, radna Włocławka.

## Życiorys

### Wczesne lata
Urodziła się w rodzinie weterana powstania styczniowego, handlarza oraz piekarza Teofila Szumańskiego (1842–1925) i Marianny (Marii) z Puchalskich (1853–1894). Miała rodzeństwo: Reginę Joannę, późniejszą Kobuszewską (1878–1959); Stefanię Praksedę, późniejszą Skierkowską (1881–1971); Aleksandra (1886–1921) i Marię Walentynę Sewerynę (1894–1894). Po śmierci matki to ojciec przyjął na siebie cały ciężar wychowania dzieci. Szumańscy zostali wychowani w duchu patriotycznym. To ojciec zaszczepił w Feliksie empatię wobec ubogich.
Feliksa pobierała naukę w pensji żeńskiej Michaliny Masłowskiej. Wśród jej nauczycielek była m.in. Izabela Zbiegniewska. Szkołę ukończyła z wyróżnieniem. W szkole zaprzyjaźniła się z Topią Ring, która w przyszłości zostanie zamordowana przez hitlerowców za udział w konspiracji. W tym czasie przeszła też ciężką chorobę – tyfus.
Podczas I wojny światowej, w latach 1914–1915 Dowmontowa pracowała społecznie w szpitalu dla rannych prowadzonego przez Polski Komitet Pomocy Sanitarnej. Otrzymała wtedy pamiątkową odznakę PKPS. W latach 1915–1918 pracowała na rzecz Polskiego Czerwonego Krzyża. Podczas wojny polsko-bolszewickiej, w 1920 r. prowadziła kuchnię dla żołnierzy w ramach Pogotowia Wojennego.

### Dwudziestolecie międzywojenne
W okresie dwudziestolecia międzywojennego Dowmontowa rozwinęła szeroką działalność społeczną. 
Od 1917 do 1920 roku nauczała na kursach dla analfabetów. Od 1918 do 1922 roku prowadziła kuchnię w ramach Polsko-Amerykańskiego Komitetu Pomocy Dzieciom, z pomocy której korzystało ok. 1000 osób.
W latach 1926–1932 była opiekunką dzielnicową IX okręgu we Włocławku, na którego terenie leżała dzielnica ubóstwa – Grzywno. Przez lata opiekowała się biednymi mieszkańcami dzielnicy, szczególnie dziećmi. Zaskarbiła tym sobie szacunek włocławian i przychylność prasy. W 1930 roku założyła ochronkę dla dzieci z Grzywna, do której uczęszczało ok. 80 osób. Do 1933 roku prowadziła ją osobiście, następnie jej prowadzenie przejęły zakonnice. Trudną sytuację mieszkańców Grzywna nagłaśniała w pisanych przez siebie artykułach prasowych.
Była członkinią Komitetu Pomocy Głodującym oraz przewodniczącą miejskiego koła Narodowej Organizacji Kobiet. Jej działalność społeczna obejmowała też pomoc rodzinom poległych żołnierzy I wojny światowej, bezdomnym i więźniom.
Zasiadała w Radzie Miasta Włocławka I, II i IV kadencji w latach 1919–1932 i w 1939 roku. Wybrano ją z list Narodowego Komitetu Wyborczego, a w 1939 roku – Stronnictwa Demokratycznego. Była związana ze środowiskiem Związku Chrześcijańskiej Jedności Narodowej. W latach 1932–1939 zawiesiła działalność jako radna z uwagi na stan zdrowia. Jako radna uczestniczyła w pracach Komisji Budżetowo-Opiekuńczej Gimnazjum im. Marii Konopnickiej, Komisji Budżetowo-Finansowej, Komitetu Opieki Społecznej, była też członkinią Rady Szkolnej Miejskiej i Powiatowej oraz Klubu Seniorów przy Radzie Miejskiej. Pełniła funkcję mediatora w sporach między mieszkańcami a magistratem a także samymi radnymi.

### Ostatnie lata
Podczas II wojny światowej została aresztowana, jednak wkrótce wypuszczono ją na prośbę volksdeutscha-gestapowca, któremu niegdyś niosła pomoc.
Zmarła na atak serca 1 września 1942 roku we Włocławku. Pochowano ją w rodzinnym grobowcu na Cmentarzu Komunalnym we Włocławku, w kwaterze nr 43A/1/12.

## Życie prywatne

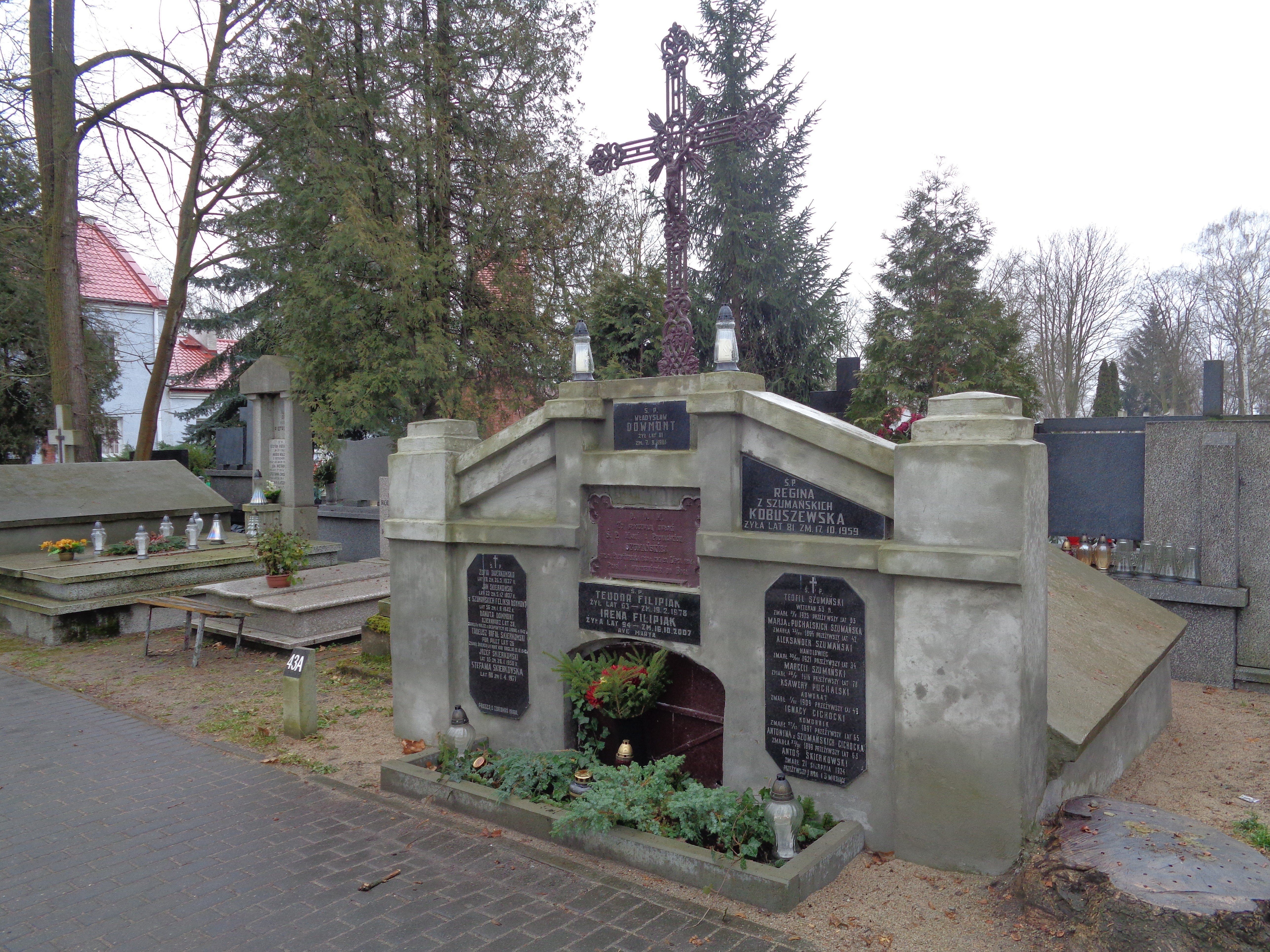
Grobowiec, w którym spoczęła Feliksa Dowmont

29 kwietnia 1911 roku wyszła za mąż za Władysława Dowmonta herbu Pogoń. W 1900 roku Dowmont uciekł z Kowna z powodu represji jakie spotkały jego rodzinę za krzewienie polskości na Litwie. Z zawodu był fotografem. We Włocławku podjął pracę w zakładzie fotograficznym Karola Szałwińskiego przy ul. 3 Maja 15 (wówczas: Nowej 15), a po jego śmierci w 1906 roku wykupił warsztat na własność. Od 1935 do 1967 roku mieścił się w jego domu przy Placu Wolności 7. Władysław był spokrewniony z inną rodziną włocławskich fotografów – Piotrem, Karolem i Franciszką Dowmontt.
Władysław i Feliksa Dowmont mieszkali w kamienicy przy ul. Plac Wolności 7. Mieli dwie córki – Marię Irenę Filipiak (1913–2007), która do 1991 roku kontynuowała prowadzenie zakładu fotograficznego ojca, oraz dziennikarkę Danutę (1915–1944), rozstrzelaną za udział w konspiracji. Feliksa Dowmont poświęcała dużo uwagi swoim córkom. Co do zasady, spędzała z nimi czas między godziną 14 a 16 każdego dnia. Wnuczką Feliksy Dowmont jest Danuta Krełowska.